# Stelis guianensis
Stelis guianensis là một loài thực vật có hoa trong họ Lan. Loài này được Rolfe miêu tả khoa học đầu tiên năm 1901.